# Immortel, ad vitam
Pour les articles homonymes, voir Immortel et Ad Vitam.
Pour plus de détails, voir Fiche technique et Distribution.
Immortel, ad vitam est un 
film d'animation et de science-fiction franco-italo-anglais d'Enki Bilal, sorti en 2004.

## Synopsis
L'histoire se situe en 2095, dans un New York futuriste et sinistré, peuplé d'humains normaux, d'humains génétiquement modifiés et de mutants. La ville subit le joug d'une dictature et, telle Metropolis, est divisée en trois zones stratifiées.
Les conditions ambiantes dans Central Park ne sont plus compatibles avec la vie d'un mortel et le parc a été déclaré « zone interdite ». Au-dessus, du parc une pyramide mystérieuse apparaît. À l'intérieur, les dieux égyptiens jugent l'un des leurs, Horus d'Iraknopolis, dieu des cieux. Avant que celui-ci ne perde son immortalité, il lui est accordé, selon sa dernière volonté, sept jours sur la Terre des Hommes, qu'il a contribué à construire.
Au début du film, un groupe de mutants est arrêté, parmi lesquels une femme du nom de Jill. Elle a des écailles bioélectriques sur la tête, des organes internes déformés ; après sa mue, des cheveux bleus et une anatomie humaine. Malgré son apparence, Jill ne semble âgée que de trois mois et possède certaines capacités surnaturelles qu'elle ne connait qu'en partie. Elle est un des rares êtres capables d'engendrer un dieu. Jill se soustrait à l'emprise d'Eugenics Corporation, une multinationale pharmaceutique violemment contestée pour ses activités et son lobbying. Le principal soutien de la jeune femme est John, qui enclenche le processus de sa naturalisation comme humaine.
Horus recherche Jill pour s'accoupler avec elle avant que l'immortalité ne lui soit retirée. Pour ce faire, il a besoin d'un corps masculin non exposé aux modifications génétiques pratiquées sur presque chaque humain. Il trouve celui-ci en la personne de Nikopol, un détenu politique qui a passé les 30 dernières années de sa vie en cryogénie. Il était enfermé pour rébellion contre les Aparthéïdes et pour avoir dénoncé la collusion entre Eugenics et le gouverneur. Horus prend possession du corps de Nikopol pour inséminer Jill en la violant plusieurs fois.
Lorsque Horus/Nikopol rencontre Jill, ils sont entraînés dans un enchaînement de meurtres et d'intrigues en rapport avec Eugenics. Cette trame se dissout en fin de compte et les protagonistes se retrouvent dans le quartier interdit de Central Park. John disparaît et Horus se sépare du corps de Nikopol. Celui-ci est arrêté et finit de purger sa peine, pendant que Jill part à Paris, où Nikopol la rejoint une année plus tard. Elle a donné naissance à l'enfant hybride d'Horus, mais elle a perdu tout souvenir de son géniteur.
Une fois le jugement contre Horus exécuté, il montre encore quelques signes de vie, ce qui confirme sa prédiction exprimée auparavant à Anubis.

## Fiche technique
- Titre original : Immortel, ad vitam ou Immortel (ad vitam)
- Titre anglais : Immortal
- Titre italien : Immortal Ad Vitam
- Réalisation : Enki Bilal
- Scénario : Enki Bilal et Serge Lehman, adapté par Serge Lehman, dialogues de Enki Bilal, d'après les bandes dessinées d'Enki Bilal La Foire aux immortels et La Femme piège
- Musique : Sigur Rós, Goran Vejvoda et Denis Levaillant
- Direction artistique : Jean-Pierre Fouillet et Sophie Campbell
- Décors : Jean-Pierre Fouillet
- Costumes : Mimi Lempicka
- Photographie : Pascal Gennesseaux
- Son : Pierre Lenoir, Laurent Quaglio, Gérard Lamps
- Montage : Véronique Parnet
- Production : Charles Gassot
  - Production exécutive : Sylvie Chevereau-Marchais
  - Production déléguée : Dominique Brunner
  - Coproduction : Daniel J. Walker
- Sociétés de production[1] :
  - France : Téléma, TF1 Films Production, CiBy 2000, RF2K Productions, Force Majeure Productions, avec la participation de TPS Star, en association avec Natexis Banques Populaires Images 2, Cofimage 13 et Sofica Valor 6
  - Italie : Medusa Film
- Sociétés de distribution[2] : UFD / Fox France (France) ; Medusa (Italie) ; Les Films de l'Elysée (Belgique) ; Pathé Films AG (Suisse romande) ; Alliance Vivafilm (Québec)
- Budget : 22,75 millions d’ €[3]
- Pays de production :  France,  Italie,  Royaume-Uni
- Langue originale : français, anglais
- Format[4] : couleur - 35 mm - 1,85:1 (Panavision) - son DTS | Dolby Digital
- Genre : animation, science-fiction
- Durée : 103 minutes
- Dates de sortie[5] :
  - Belgique : 13 mars 2004 (Festival international du film fantastique de Bruxelles) ; 24 mars 2004 (sortie nationale)[6]
  - France, Suisse romande : 24 mars 2004[7]
  - Québec : 5 novembre 2004[8]
  - Italie : 19 novembre 2004
- Classification[9] :
  - France : tous publics[10]
  - Italie : tous publics (T - film per tutti)[11]
  - Royaume-Uni : interdit aux moins de 15 ans (15 - Suitable only for 15 years and over)[12]
  - Belgique : interdit aux moins de 16 ans (KNT/ENA : Kinderen Niet Toegelaten  / Enfants Non Admis)[Note 1],[6],[13]
  - Québec : 13 ans et plus (13+ / 13 years and over)[8]
  - Suisse romande : interdit aux moins de 12 ans[7],[14]

## Distribution
- Linda Hardy : Jill
- Thomas Kretschmann (VF : Christopher Thompson) : Nikopol
- Charlotte Rampling : Dr Elma Turner
- Thomas M. Pollard (VF : Féodor Atkine) : Horus
- Frédéric Pierrot : John
- Yann Collette : l'inspecteur Froebe
- Joe Sheridan (VF : Jacques Bonnaffé) : Allgood
- Corinne Jaber : Lily Liang
- Jerry Di Giacomo (VF : Jean-Louis Trintignant) : Jack Turner
- Shush Tenin : Anubis
- Vanessa Hope : Bastet

## Distinctions
Entre 2004 et 2005, Immortel, ad vitam a été sélectionné trois fois dans diverses catégories, sans remporter de prix,.

### Nominations
- Prix du cinéma européen 2004 :
  - Meilleur acteur européen pour Thomas Kretschmann,
  - Meilleure actrice européenne pour Charlotte Rampling.
- César 2005 :
  - Meilleurs décors pour Jean-Pierre Fouillet.

## Autour du film
- Le film est essentiellement en images de synthèse réalisées chez Duran Animation Studio, librement inspiré de La Foire aux immortels et La Femme piège, les deux premiers volets de la Trilogie Nikopol, bande dessinée d'Enki Bilal.
- La capture de mouvement a été effectuée par le studio français Quantic Dream.
- Dans le film, Nikopol allongé sur un lit récite ces vers: « Sans cesse à mes côtés s'agite le Démon/ Il nage autour de moi comme un air impalpable/ Je l'avale et le sens qui brûle mon poumon/ Et l'emplit d'un désir éternel et coupable ». Ces mots proviennent du poème La Destruction, qui fait partie du recueil Les Fleurs du mal de Charles Baudelaire.

## Éditions en vidéo
- Sortie DVD : 5 octobre 2006
- Sortie Blu-ray : 19 mars 2009